# Глигор Даскалов
Глигор Даскалов е македонски комунист.

## Биография
Глигор Даскалов е роден в град Кавадарци. Член е на Акционния народноосвободителен комитет на Македония (АНОК), в който влизат още Киро Глигоров, Ксенте Богоев, Благой Хаджипанзов, Лазар Соколов, Дончо Арсов от Щип и Димче Зографски от Велес. Според Кузман Йосифовски комитетът е: 
| „ | ... целият този свят са хора интелектуалци от градската среда, които най-малко са почувствували окупатора... Те нашата въоръжена борба наричат прибързана, сляпо подражание на Сърбия; при нас е друго положението, жертвите са напразни и с една дума бяха осъдени челните борци – партизаните... Този свят се движи между чаршията и интелигенцията. И разбира се, търпят и допускат върху себе си влиянието на същата чаршия. А понеже нашето влияние било слабо, те без да щат, са възприели становището на Ванчо Михайлов и другите предатели и слуги на окупатора... | “ |

В октомври 1943 година Главният щаб на Народноосвободителната армия и партизанските отряди на Македония обявява манифест до македонското население. АНОК критикува манифеста. В началото на 1944 година от името на комитета Даскалов подготвя материал за решаване на македонския въпрос напълно в духа на критиците на манифеста.